# Ковело (Тренто)
Ковело је насеље у Италији у округу Тренто, региону Трентино-Јужни Тирол.
Према процени из 2011. у насељу је живело 801 становника. Насеље се налази на надморској висини од 538 м.